# Wakaya obtusiceps
Wakaya obtusiceps är en insektsart som beskrevs av Rauno E. Linnavuori 1960. Wakaya obtusiceps ingår i släktet Wakaya och familjen dvärgstritar. Inga underarter finns listade i Catalogue of Life.